# Vägar i Sverige

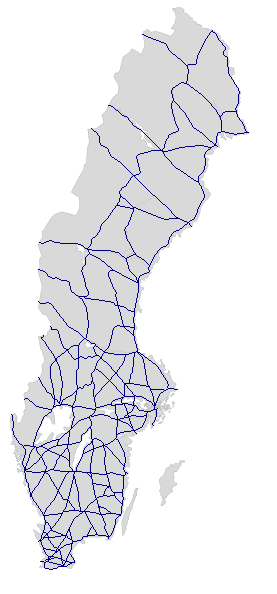
Sveriges vägnät - landsvägar och motorvägar (2009)

Enligt Trafikverket bestod det svenska vägnätet i år 2017 av:
- 98 500 km statliga vägar och 42 300 km kommunala gator och vägar
- 74 000 km enskilda vägar med statsbidrag
- 16 000 broar, ett tjugotal tunnlar och 39 färjeleder. [1]

Det finns också ett mycket stort antal enskilda vägar utan statsbidrag, de flesta så kallade skogsbilvägar
Det finns tre olika typer av statliga vägar:
- Europavägar
- Riksvägar
- Länsvägar
  - Primära länsvägar
  - Sekundära länsvägar
  - Tertiära länsvägar